# Bigelow B330

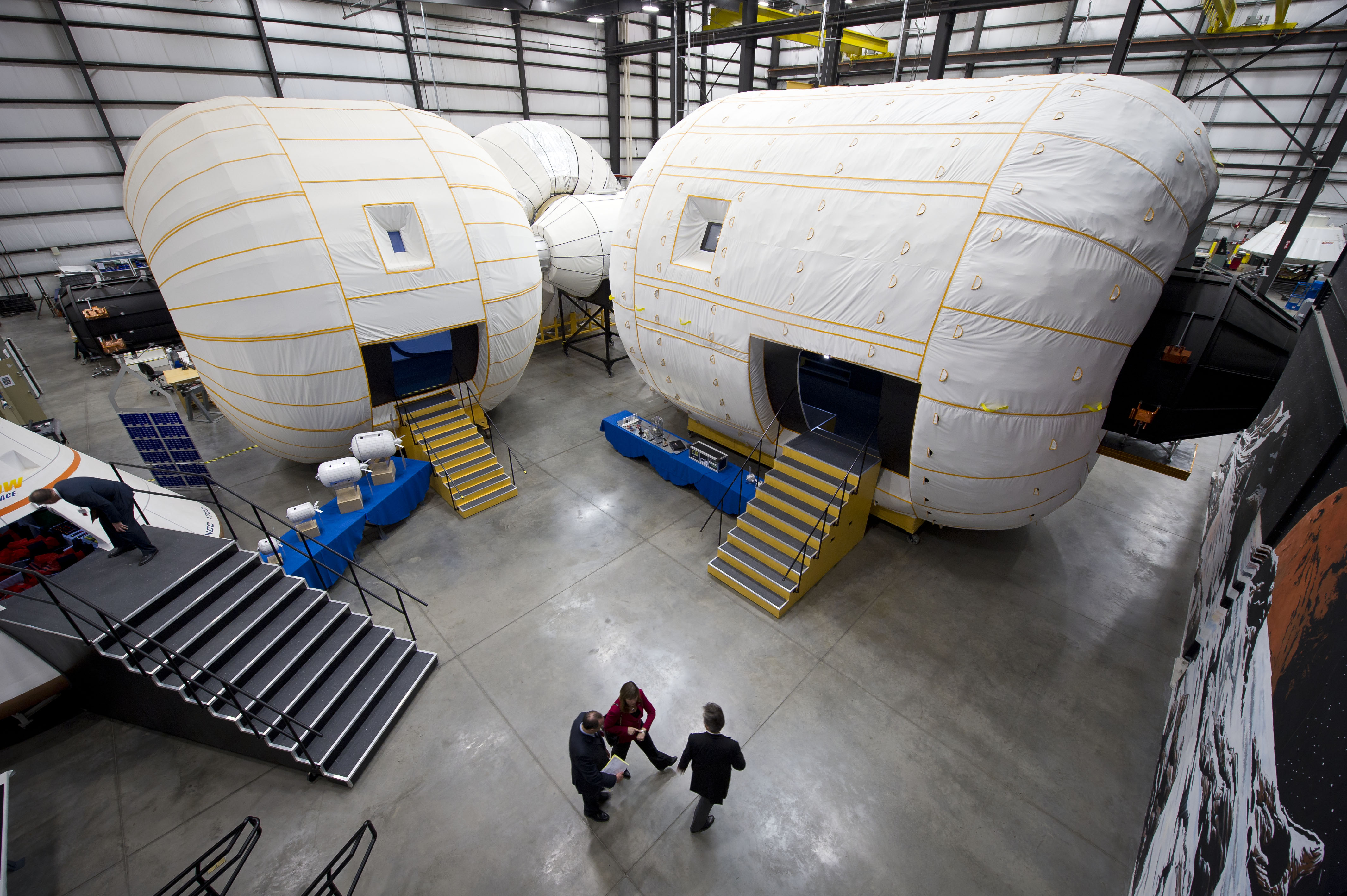
Attrappen von Bigelow-Raumstationsmodulen (2011)

Bigelow B330 (bis 2018 BA 330, zeitweise auch als Nautilus Weltraumkomplex Modul bezeichnet) ist ein Entwicklungsprojekt der US-Firma Bigelow Aerospace für ein aufblasbares Raumstationmodul. Es ist Teil einer angedachten Serie von Modulen, deren Ursprünge auf das Transhab-Programm der NASA zurückgehen. Bigelow Aerospace plante mit diesem Modul den Aufbau einer privaten Raumstation zur kommerziellen Nutzung.

## Das B330
Das B330 benutzt im Wesentlichen dieselben Komponenten wie das Sundancer-Modul. Im Gegensatz zu diesem soll es nach der Entfaltung im Weltraum etwa doppelt so groß sein und ein Volumen von 330 m³ bieten. Hieraus ergibt sich eine Länge von 13,7 m mit einem Durchmesser von 6,7 m. Das B330-Modul entspricht vom Volumen her dem Transhab-Konzept. Aufgrund des größeren Volumens soll es eine Crewkapazität von 6 Personen für einen längeren Zeitraum aufweisen. Im Größenvergleich boten das Skylab 280 m³ und die Raumstation MIR 350 m³ bewohnbaren Raum.
Der Start des ersten B330-Moduls wurde im April 2016 für 2020 mit einer Atlas-V-Rakete vereinbart, ein weiteres Modul sollte bis dahin fertiggestellt sein. Eines der Module sollte an die ISS gekoppelt werden und würde dann den zur Verfügung stehenden Innenraum um 30 % vergrößern. 2017 wurde der Start auf die Atlas-Nachfolgerakete Vulcan umgebucht. Die geplante Kooperation mit der NASA kam jedoch nicht zustande, und im März 2020 entließ Bigelow Aerospace alle Mitarbeiter. Ob das Unternehmen den Betrieb noch einmal aufnehmen wird, war zu diesem Zeitpunkt unklar.
Diese B330-Module sollten analog dem Sundancer-Modul die Habitattechnologie demonstrieren und ein Habitat für eine Crew bereitzustellen, sodass diese u. a. auch Forschung unter Mikrogravitation und pharmazeutische/biotechnologische Experimente durchführen könnte.
Im Februar 2014 wurden die Preise für Flug und Aufenthalt in einem B330 veröffentlicht. Der Aufenthalt in einem Drittel eines B330 (110 m³) für 60 Tage sollte 25 Millionen US-Dollar kosten. Für den Flug mit einer Dragon-2-Kapsel, welcher von SpaceX durchgeführt worden wäre, sollen weitere Kosten von 26,5 Millionen US-Dollar pro Person aufkommen.